# Щаповское
Поселе́ние Ща́повское — бывшее поселение (муниципальное образование и административная единица) в составе Троицкого административного округа Москвы. Включало 18 населённых пунктов. Административный центр — посёлок Щапово. Вошло в состав столицы с 1 июля 2012 года в ходе реализации проекта по расширению города. До 1 июля 2012 года входило в состав Подольского муниципального района Московской области. Упразднено 8 мая 2024 года в процессе административно-территориальной реформы ТиНАО. Правопреемником поселения Щаповское являются органы местного самоуправления и управа Краснопахорского района.
Глава администрации Бондарев Павел Николаевич, глава поселение и председатель Совета депутатов Стражникова Юлия Игоревна.
По принятому в мае 2024 года закону города Москвы поселение преобразуется, части его территории отходят муниципальным округам Вороново и Краснопахорский, городскому округу Троицк

## Географические данные
Общая площадь — 86,88 км².
Муниципальное образование находится в восточной части Троицкого административного округа и граничит с:
- городским округом Подольск (на востоке и северо-востоке);
- поселением Клёновское (на юге);
- поселением Краснопахорское (на западе);
- поселением Десёновское (на севере);

Климат в поселении — умеренно континентальный, формирующийся за счёт приходящего с запада влажного воздуха Атлантики. Лето тёплое, зима умеренно-холодная с устойчивым снежным покровом.
По территории поселения протекают несколько рек, в том числе Моча и Пахра.

## Население
| 2010    | 2012    | 2013    | 2014  | 2015  | 2016  | 2017  | 2018  | 2019  | 2020  |
| ------- | ------- | ------- | ----- | ----- | ----- | ----- | ----- | ----- | ----- |
| 7029    | ↗7339   | ↗7761   | ↗7804 | ↗7873 | ↗7992 | ↗8032 | ↗8517 | ↗9572 | ↗9601 |
| 2021    | 2023    | 2024    |       |       |       |       |       |       |       |
| ↗12 104 | ↗13 350 | ↗13 360 |       |       |       |       |       |       |       |

### Национальный состав
По итогам переписи населения 2020 года проживали следующие национальности (национальности менее 0,1 % и другое, см. в сноске к строке «Другие»):
| Национальность | Численность, чел. | Доля     |
| -------------- | ----------------- | -------- |
| Русские        | 11 018            | 91,03 %  |
| Татары         | 69                | 0,57 %   |
| Армяне         | 65                | 0,54 %   |
| Таджики        | 65                | 0,54 %   |
| Украинцы       | 57                | 0,47 %   |
| Узбеки         | 46                | 0,38 %   |
| Азербайджанцы  | 27                | 0,22 %   |
| Чуваши         | 23                | 0,19 %   |
| Белорусы       | 20                | 0,17 %   |
| Молдаване      | 19                | 0,16 %   |
| Грузины        | 13                | 0,11 %   |
| Другие         | 682               | 5,62 %   |
| Итого          | 12 104            | 100,00 % |

## Состав поселения
| №  | Населённый пункт            | Тип населённого пункта | Население |
| -- | --------------------------- | ---------------------- | --------- |
| 1  | Александрово                | деревня                | ↘67       |
| 2  | Батыбино                    | деревня                | ↗90       |
| 3  | дома отдыха «Пахра»         | посёлок                | ↘334      |
| 4  | дорожно-ремонтного пункта-3 | посёлок                | ↗836      |
| 5  | Иваньково                   | деревня                | ↗17       |
| 6  | Костишово                   | деревня                | ↗12       |
| 7  | Кузенево                    | деревня                | ↗104      |
| 8  | Курилово                    | посёлок                | ↘1647     |
| 9  | Овечкино                    | деревня                | ↗19       |
| 10 | Ознобишино                  | село                   | ↗298      |
| 11 | Пёсье                       | деревня                | ↗94       |
| 12 | Русино                      | деревня                | ↗40       |
| 13 | Сатино-Русское              | деревня                | ↗75       |
| 14 | Сатино-Татарское            | деревня                | ↗61       |
| 15 | Спортбазы                   | посёлок                | ↘407      |
| 16 | Троицкое                    | деревня                | ↗156      |
| 17 | Шаганино                    | деревня                | ↗75       |
| 18 | Щапово                      | посёлок                | ↗2697     |

## История
Щаповский сельсовет, до 1978 года именовавшийся Троицким, был образован после Октябрьской революции и в 1919 году входил в состав Дубровицкой волости Подольского уезда Московской губернии. По данным Всесоюзной переписи населения 1926 года в сельсовет входили деревни Троицкое (329 жителей), Русино (70), больница Кузнечики, хутор и мельница Обухова.
В 1929 году Троицкий сельсовет вошёл в состав Подольского района образованной Московской области, при этом к нему была присоединена территория упразднённого Костишевского сельсовета.
Постановлением президиума Московского областного исполнительного комитета от 28 ноября 1936 года № 2380 и утверждающим его постановлением ВЦИК от 20 марта 1936 года сельсовету была передана территория упразднённого Ознобишинского сельсовета.
17 июля 1939 года в состав сельсовета вошли селение Городок и территория дома отдыха упразднённого Никулинского сельсовета.
В июне 1954 года к Троицкому сельсовету была присоединена территория упразднённого Сатинского сельсовета.
27 августа 1958 года решением Мособлисполкома № 1171 сельсовету была передана территория ликвидированного Пёсьевского сельсовета.
В 1963 году Подольский район был упразднён, и до начала 1965 года Троицкий сельсовет находился в составе Ленинского укрупнённого сельского района, после чего был вновь передан восстановленному Подольскому району.
30 мая 1978 года административный центр Троицкого сельсовета был перенесён в селение Щапово, а сельсовет переименован в Щаповский, при этом были ликвидированы и сняты с учёта относящиеся к нему населённые пункты Крёкшино, Немчиново и дачи завода им. Калинина.
19 марта 1982 года Щаповскому сельсовету было передано селение Кузенево Краснопахорского сельсовета, а из состава сельсовета выведены и переданы Клёновскому сельсовету населённые пункты Акулово и Киселёвка.
Постановлением от 3 февраля 1994 года № 7/6 Московская областная дума утвердила положение о местном самоуправлении в Московской области, согласно которому сельсоветы как административно-территориальные единицы были преобразованы в сельские округа.
10 апреля 2002 года была упразднена и снята с учёта деревня Хлыново Щаповского сельского округа, а 18 мая того же года посёлок Октябрьский мост включён в состав Дубровицкого сельского округа и затем, объединённый с посёлком Кузнечики, снят с учёта.
Муниципальное образование «сельское поселение Щаповское» в существующих границах было образовано в 2005 году в рамках реформы местного самоуправления и на основании Закона Московской области от 28 февраля 2005 года № 65/2005-ОЗ «О статусе и границах Подольского муниципального района и вновь образованных в его составе муниципальных образований». В его состав вошли 18 населённых пунктов позже упразднённого Щаповского сельского округа.
1 июля 2012 года сельское поселение Щаповское вошло в состав Троицкого административного округа «Новой Москвы», при этом из его названия было исключено слово «сельское».

## Органы местного самоуправления
Структуру органов местного самоуправления поселения Щаповское составляют:
- Совет депутатов поселения Щаповское — представительный орган поселения;
- глава поселения Щаповское — высшее должностное лицо поселения;
- администрация поселения Щаповское — исполнительно-распорядительный орган поселения.

Совет депутатов поселения Щаповское состоит из 10 депутатов, избираемых на муниципальных выборах на основе всеобщего равного и прямого избирательного права при тайном голосовании сроком на 5 лет.
Глава поселения и председатель Совета депутатов — Стражникова Юлия Игоревна, глава администрации — Бондарев Павел Николаевич.

## Достопримечательности
Памятники архитектуры и садово-паркового искусства сельского поселения:
- Парк усадьбы «Крекшино»
- Парк усадьбы «Немчиново»
- Церковь Троицы (1866)
- Дача Филиппова
- Церковь Вознесения Господня (1819)
- Парк усадьбы «Сатино-Татарское»
- Усадьба «Александрово-Щапово»
- Церковь Успения Богородицы (1779)